# Cees Haast
Cees Haast (Rijsbergen, 19 de noviembre de 1938-Rucphen, 18 de enero de 2019) fue un ciclista neerlandés, profesional entre 1964 y 1969, cuyos mayores éxitos deportivos los logró en la Vuelta a España, donde obtuvo dos victorias de etapa, llegando a liderar la prueba durante dos jornadas.

## Palmarés
1964
- 2.º en el Campeonato de Holanda en Ruta

1966
- Dos etapas en la Vuelta a España
- 2.º en el Campeonato de Holanda en Ruta

1968
- Una etapa en el Tour de Luxemburgo